# Timrå IK Supporterklubb
Timrå IK Supporterklubb är ishockeyklubben Timrå IK:s supporterklubb. Timrå IK Supporterklubb bildades 4 februari 1962; den är därmed Sveriges äldsta ishockeysupporterförening och den fjärde äldsta supporterföreningen alla kategorier. 

## Historia
Den första styrelsen bestod av ordförande Göte Westlund, ledamöterna Henry Johansson, Karl-Gösta Lindström, Henning Huss, Harry Åberg, samt revisorerna Bertil Olsson och Karl-Uno Gordon. Valberedningen bestod av Arne Tjärnström och Rune Karlsson. 
De första verksamhetsåren var supporterklubben en viktig del av Timrå IK:s operativa organisation, där supporterklubbens ordförande Göte Westlund in på 1970-talet bland annat skötte spelarvärvningar samt ordnade jobb och lägenheter till spelare.  Sedan detta började hanteras inom Timrå IK har supporterklubbens verksamhet renodlats till att organisera och utveckla supporterverksamheten med klacken på Västra stå, supporterresor och tifo-arrangemang. 
Utöver kärnområdet Timrå/Sundsvall och regionen norra Hälsingland, Medelpad och södra Ångermanland har supporterklubben regionsavdelningar i form av TIK08  för Stockholm/Mälardalen samt TIK031 för Göteborgsområdet. 